# ナラ・レオン
ナラ・レオン（Nara Lofego Leão、1942年1月19日 - 1989年6月7日）は、ボサノヴァの歌手で女優。本名は、ナラ・ロフェーゴ・レオン。姉のダヌーザはモデルとして活動した。

## 経歴

### 誕生〜デビュー前
1942年1月19日にエスピリトサント州ヴィトーリアで、弁護士の父ジャイロ・レオンと教師の母チノッカの間に生まれる。ナラが生まれてすぐに一家はリオデジャネイロ市へ引っ越す。
1952年10月25日に後のボサノヴァ・ギタリストのホベルト・メネスカルと付き合うようになる。当時ナラは１０歳。通学路で毎日のように見かけるナラをメネスカルが自分の１５歳の誕生日に誘ったのがきっかけ。
1954年頃、ナラはギターを黒人のパトリシオ・テイシェイラに習い始め、父親にギターを習うのを反対されていたメネスカルもそこに同席するようになる。この年メネスカルと別れることになったときも、音楽のおかげで2人の友情は亀裂を生じることはなく、次第に音楽が2人の友達の輪を広げていった。この頃からナラの家には自然にギターを持ち寄った若者が集まる様になり、ボサノヴァが誕生したのもナラの家ではないかと推測する人も少なくない。

### デビュー〜1960年代
1964年に、セルジオ・メンデスとファッションショー出演のため来日。
同年、エレンコに、デビュー・アルバム「ナラ」を発表。
また、この頃に軍部のクーデターによりブラジルの軍事独裁政権が始まる。
もともとナラは社会的関心が強く、クーデターが起こる前から軍部の強力化を懸念する知識人のグループに参加したりと、この頃からナラの心はボサノヴァから離れ、プロテストソングに傾倒していた。
さらに「私はボサノヴァの女神なんかじゃない」という発言でメディアの関心を誘った。
1966年、シコ・ブアルキと共に「ア・バンダ」を歌い、第2回MPB音楽祭で優勝。
ブラジルは独裁政権下に置かれており、徹底的な検閲により、少しでも政権を批判するような要素がある本、音楽などはすべて発禁になった。
しかし、堂々とナラは自由を求める歌を歌い続けたがために、父・ジャイロが何度も軍部に呼び出されるなどナラは軍部に目をつけられていた。
結局、1968年からナラはカエターノ・ヴェローゾ、ジルベルト・ジル等と同様に一時期パリに亡命。

### 1970年代
1971年、パリ(一部ブラジル)で彼女にとって生涯初となる本格的なボサノヴァ・アルバム「美しきボサノヴァのミューズ」を発表。
その後、ナラは育児や精神科医になるための勉強などにより表舞台から姿を消す。

### 1980年代
しかし、80年代に入ると育児も一段落し、ナラは精力的に活動した。歌謡曲スタイルに挑戦したり、パウリーニョ・ダ・ヴィオラのサンバやカエターノ・ヴェローゾのバラード、ブラジル内陸部の音楽、キューバの作曲家の歌等を取り上げた。また、ヴィオラォン一本だけで“ボサノヴァだけを歌う”ショーを開き、ブラジル国内でボサノヴァを再び注目させるきっかけを作った。
1985年にはホベルト・メネスカルやカメラータ・カリオカと共に2回目の来日。そして東京でボサノヴァのスタンダード曲集を制作した。アメリカン・スタンダードを歌ったアルバムはブラジル、日本、アメリカ合衆国、ヨーロッパでもリリースされた。
同年の来日時、あるコンサートで何曲か歌った直後に一時意識を失った。その当時は「あまりにも感情を込めて歌ってしまい余韻から抜けられなかった」と言われていた。
再々来日の企画が持ち上がった1989年、持病の脳腫瘍が悪化、「ボサノヴァの女神」は6月7日、47歳で死去した。

## ディスコグラフィー
1964 - Nara

1964 - Opinião de Nara

1965 - O Canto Livre de Nara

1965 - Cinco na Bossa

1965 - Show Opinião

1966 - Nara Pede Passagem

1966 - Manhã de Liberdade

1966 - Liberdade, Liberdade

1967 - Nara

1967 - Vento de Maio

1968 - Nara Leão

1969 - Coisas do Mundo

1971 - Dez Anos Depois

1974 - Meu Primeiro Amor

1977 - Meus Amigos São Um Barato

1978 - Debaixo Dos Caracóis Dos Seus Cabelos

1979 - Nara Canta en Castellano

1980 - Com Açúcar, Com Afeto

1981 - Romance Popular

1982 - Nasci Para Bailar

1983 - Meu Samba Encabulado

1984 - Abraços E Beijinhos e Carinhos Sem Ter Fim… Nara

1985 - Nara e Menescal - Um Cantinho, Um Violão

1986 - Garota de Ipanema

1987 - Meus Sonhos Dourados

1989 - My Foolish Heart